# Torsten Lord
Torsten Hjalmar Lord (ur. 2 marca 1904 w Nacka, zm. 4 lutego 1970 w Lidingö) – szwedzki żeglarz, trzykrotny olimpijczyk, zdobywca dwóch brązowych medali igrzysk olimpijskich.
Na Letnich Igrzyskach Olimpijskich 1936 zdobył brąz w żeglarskiej klasie 6 metrów. Załogę jachtu May Be tworzyli również Dagmar Salén, Lennart Ekdahl, Sven Salén i Martin Hindorff.
Dwanaście lat później zdobył zaś brąz w klasie 6 metrów na jachcie Ali-Baba II. Załogę uzupełniali wówczas Gösta Salén, Karl-Robert Ameln, Tore Holm i Martin Hindorff.
Po raz trzeci na igrzyskach olimpijskich wystąpił w 1952 roku, ponownie w klasie 6 metrów. W załodze jachtu May Be VII, który zajął czwartą pozycję, znajdowali się również Lars Lundström, Karl-Robert Ameln, Martin Hindorff i Sven Salén.